# Lazarus Chakwera
Lazarus McCarthy Chakwera (nascut el 5 d'abril de 1955) és un polític i teòleg de Malawi que exerceix com a president de Malawi i ministre de Defensa des del juny de 2020. Ha servit com a líder del Partit del Congrés de Malawi des de 2013. Va ser president de les Assemblees de Déu de Malawi de 1989 a 2013.
Anteriorment va ser líder de l'oposició a l'Assemblea Nacional després d'unes eleccions molt controvertides celebrades el 21 de maig de 2019 que van ser anul·lades pel Tribunal Constitucional. Va ser nomenat president de la SADC el 17 d'agost a la 41a cimera anual de la SADC celebrada del 9 al 19 d'agost de 2021 a Lilongwe.

## Vida personal
Lazarus Chakwera va néixer a Lilongwe, la capital de Malawi, el 5 d'abril de 1955 quan el país encara estava sota el domini colonial britànic. El seu pare era professor d'escola primària i complementava els ingressos de la seva família mitjançant l'agricultura de subsistència. Es va casar amb Monica Chakwera el 8 d'octubre de 1977 i junts tenen quatre fills (un fill i 3 filles).

## Presidència

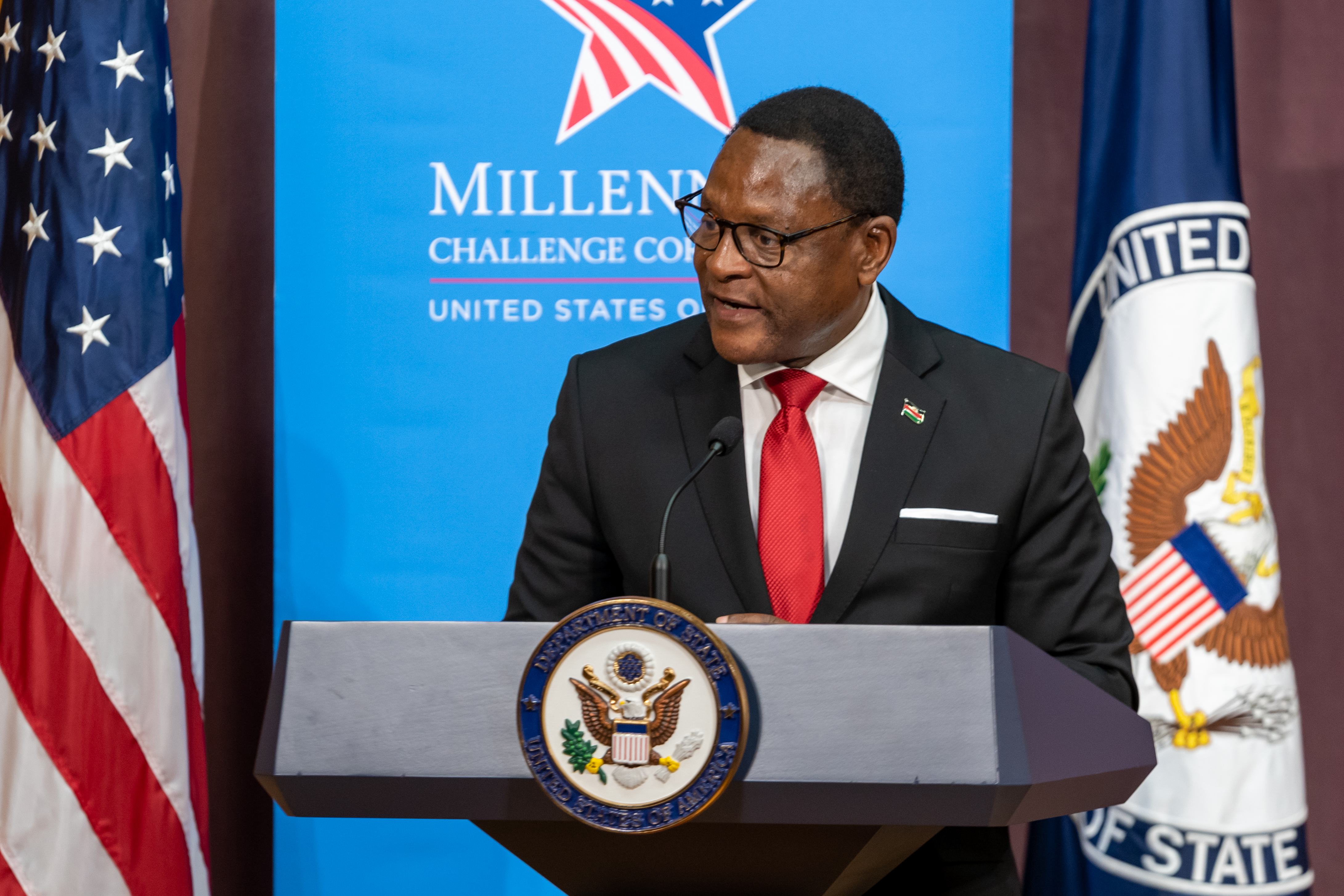
Chakwera el 2022.

### Nomenaments de gabinet
Poc després de l'elecció de Chakwera com a president, va ser objecte de crítiques per nomenar membres de la família al seu govern. El gabinet estava format per trenta-un membres, dels quals sis eren familiars. Sidik Mia, el company polític Chakwera el 2019, va ser nomenat ministre de Transports i Obres Públiques i la seva dona Abida Mia, viceministre de Terres. Kenny Kandodo i la seva germana Khumbize Kandodo van ocupar càrrecs ministerials, el primer era el ministre de Treball i el segon era el ministre de Salut. De la mateixa manera, Gospel Kazako es va convertir en ministre d'informació mentre que la seva cunyada Agnes Nkusa Nkhoma es va convertir en la viceministra d'agricultura. Més del 70% dels ministres del gabinet eren de la regió central de Malawi, el bastió tradicional de Chakwera. Chakwera va defensar les seves decisions, dient que abordarà les preocupacions relacionades amb els nomenaments.
Activistes i organitzacions que treballen per la igualtat de gènere van organitzar manifestacions públiques l'octubre de 2020 per protestar contra el desequilibri de gènere en els nomenaments de servei públic que Chakwera havia fet. Els activistes van acusar el president de no tenir en compte la Llei d'Igualtat de Gènere de Malawi que exigeix que les dones facin almenys el 40% de tots els nomenaments públics. Els activistes van demandar el president pel desequilibri de gènere en els seus nomenaments. La qüestió encara està al Tribunal.
Novament, es va enfrontar a crítiques per nomenar a la seva filla i la sogra del vicepresident Saulos Chilima per a càrrecs diplomàtics. La seva filla Violet Chakwera va ser nomenada secretària diplomàtica de Brussel·les i de la UE. No obstant això, el president va refutar amb vehemència aquests informes com a infundats i així ho va declarar en una entrevista de la BBC durant la seva visita al Regne Unit el 2021. Els informes publicats als mitjans indiquen que la seva filla no està qualificada per a la feina, després d'haver obtingut el títol d'una institució no acreditada.

### Reducció de poders executius
Chakwera va dir que treballava per retallar els poders executius perquè els presidents siguin més responsables davant la gent i augmentar els poders d'altres branques del govern.

### Política exterior

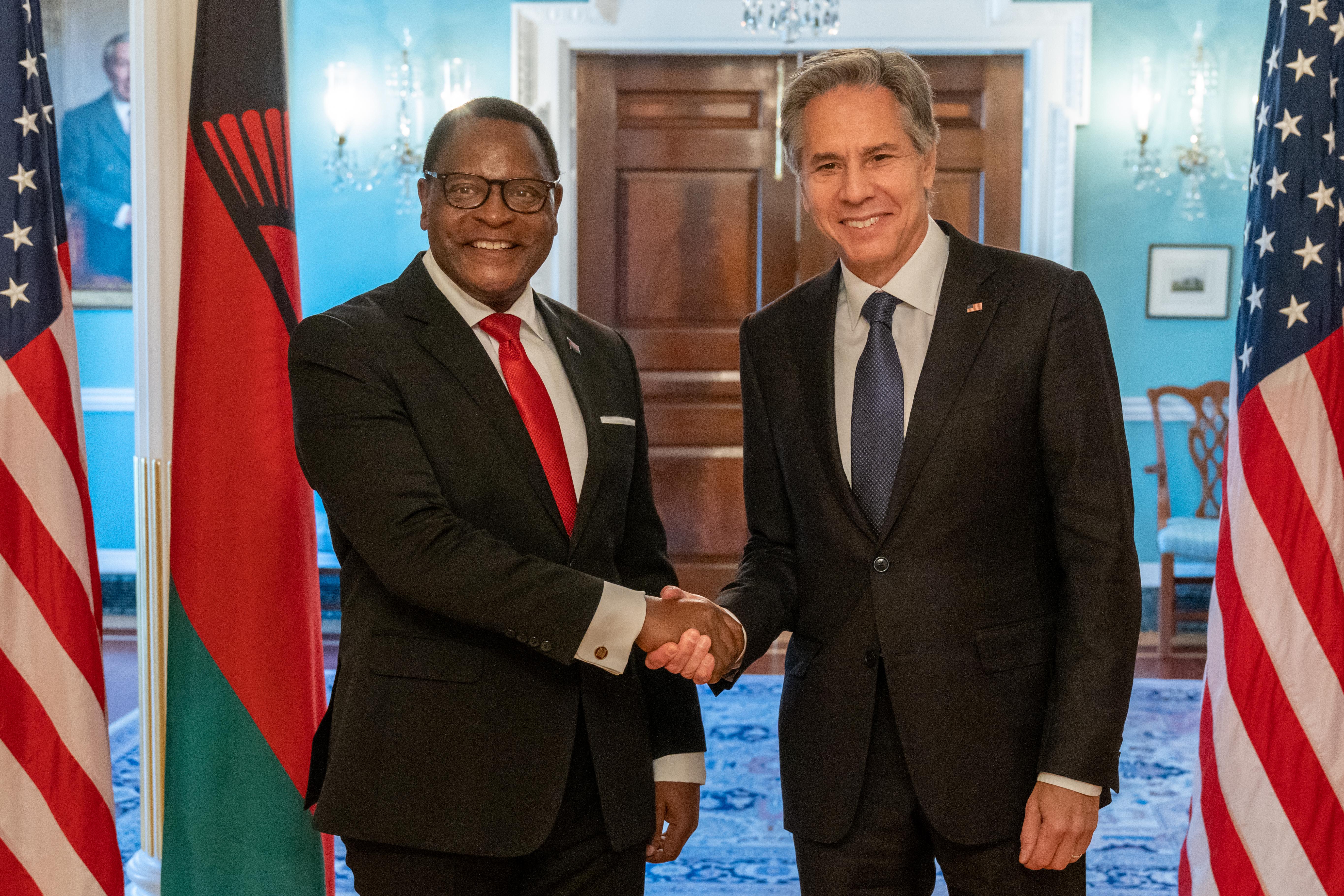
Chakwera amb el secretari d'estat nord-americà Antony Blinken el 2022

El president Chakwera va formar una relació sòlida i positiva amb el primer ministre britànic Boris Johnson, i va qualificar de "crucial". El primer ministre va expressar l'esperança d'una associació a llarg termini entre el Regne Unit i Malawi centrada en la promoció de tecnologies verdes al país. El portaveu del govern i ministre d'Informació de Malawi, Gospel Kazako, va dir que el primer ministre Johnson i el president Chakwera discutirien "diversos desenvolupaments, comerç i acords d'inversió, que fins ara ha estat un gran èxit i Malawi es beneficiarà més i millor." Després de les eleccions generals de Zàmbia de 2021 on Edgar Lungu va perdre davant Hakainde Hichilema, el president Chakwea va dir: "El patró de transicions de poder pacífic que hem anat veient a la nostra regió en els darrers anys, (...) (amb) Zàmbia com l'últim membre a encarnar-ho, és digne de l'aclamació mundial i dels nostres aplaudiments".

### Política interior
El 16 de novembre de 2023, Chakwera va anunciar la suspensió immediata de totes les ordres de viatge internacionals per a ell i el seu govern per reduir costos després d'una devaluació del 44% del kwacha malawià i un acord per demanar préstecs de 174 milions de dòlars al Fons Monetari Internacional per tal de frenar la crisis econòmica del país. També va ordenar el retorn immediat de tots els ministres que es trobaven actualment a l'estranger i una reducció del 50% de les despeses de combustible per als alts càrrecs governamentals. També va ordenar una reducció de l'impost sobre la renda dels individus per ajudar a alleujar els problemes del cost de la vida.